# Slag bij Custoza (1866)
In de Derde Italiaanse Onafhankelijkheidsoorlog kwam het op 24 juni 1866 tot een (tweede) Slag bij Custoza tussen het koninkrijk Italië en het keizerrijk Oostenrijk.
Italië probeerde Venetië, dat na de Slag bij Solferino en de Wapenstilstand van Villafranca aan Oostenrijk gebleven was, en Trentino met militaire middelen te veroveren. Bij Custoza kwam het op 24 juni 1866 tot een directe confrontatie tussen de legers van beide naties. De Oostenrijkers behaalden daarbij een gelukkige overwinning, doordat de Italianen zonder veel samenhang vochten en na een eerste kleine tegenslag afzagen van een tegenaanval. Oostenrijk had hierbij 1200 en Italië 600 doden te betreuren. Vervolgens verloren de Italianen ook de hierna volgende Zeeslag bij Lissa. Het enige succes dat de Italianen onder Garibaldi in de oorlog van 1866 behaalden, was dat bij het ten noordwesten van het Gardameer gelegen Bezzacca.
Omdat Pruisen, dat met Italië verbonden was, Oostenrijk in de Slag bij Sadová (of Königgrätz) verslagen had, moest Oostenrijk Venetië ondanks zijn militaire succes in het zuiden toch aan Italië afstaan.